# 柱六 (角宿)
半人馬座ψ，又名CD-37 9336，HD 125473、SAO 205453、HR 5367，是半人馬座的一颗恒星，视星等为4.05，位于銀經321.72，銀緯21.71，其B1900.0坐标为赤經14h 14m 28.3s，赤緯-37° 21.71′ 31″。